# Zoryan Chkiryak
Zoryan Nestorovytch Chkiryak (en ukrainien : Зорян Несторович Шкіряк, né le 14 novembre 1970) est un homme d'État, élu et activiste ukrainien.

## Biographie

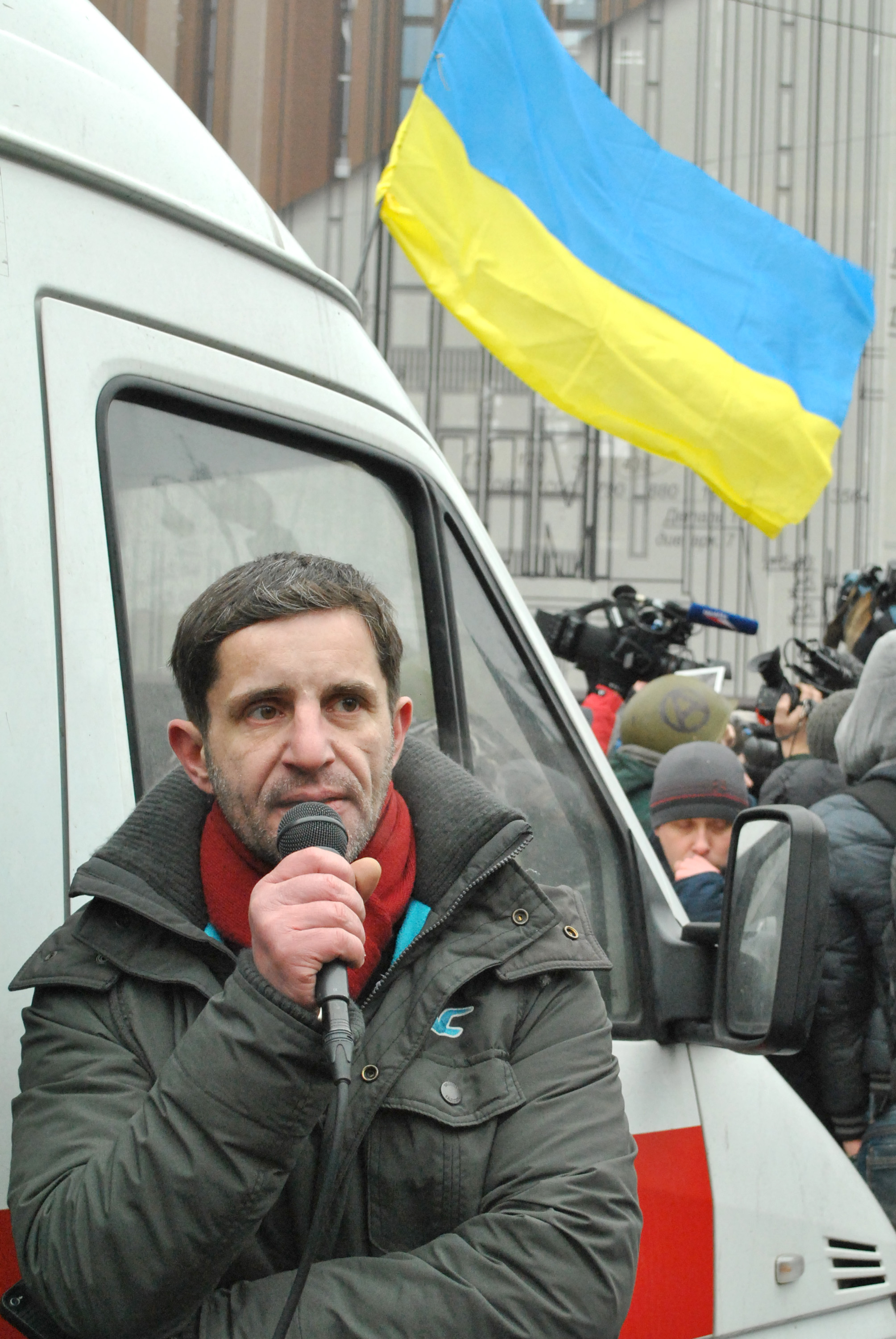
Le 8 février 2014 lors de Euromaïdan.

### Carrière politique
Il a été ministre des situations d'urgence en 2014.
- de 2002 à 2006 il était député du conseil du raïon de Chevtchenko de la ville de Kiev, membre de l'Union populaire Notre Ukraine.
- de 2006 à 2008 il était élu qu conseil municipal de Kiev.
- de 2013 à 2014, il a participé à Euromaidan et tétait membre du conseil d'administration de l'organisation V.O. Maïdan.
- de 2014 à 2021, il a été conseiller du ministre de l'Intérieur[1].